# Peddars Way & Norfolk Coast Path
Der Peddars Way & Norfolk Coast Path National Trail mit seiner Gesamtlänge von 156 km (97 Meilen) ist einer von 15 offiziellen Fernwanderwegen in England und Wales, den National Trails, der bis auf die ersten Kilometer vollständig in Norfolk liegt. Er besteht aus zwei Teilen mit recht unterschiedlicher Geschichte, die heute als einheitlicher Wanderweg verwaltet und vermarktet werden.

## Peddars Way
Der als Peddars Way bezeichnete Teil des Fernwanderwegs ist ca. 74 km (46 Meilen) lang und folgt dem Verlauf einer Römerstraße.
Es wird von verschiedenen Autoren angenommen, dass der Peddars Way nicht von den Römern angelegt wurde, sondern ein noch älterer Weg sei, möglicherweise eine Abzweigung oder eine Verlängerung des keltischen Icknield Way, der von den Römern verwendet und umgebaut wurde. Der Name kann aus dem Lateinischen pedester – zu Fuß abgeleitet werden. Er ist erstmals auf einer Karte von 1587 erwähnt.

## Norfolk Coast Path
Der als Norfolk Coast Path bezeichnete Teil des Fernwanderwegs ist 72 km (45 Meilen) und folgt dem Küstenverlauf von Hunstanton bis Cromer. Er wurde 1986 eröffnet und liegt vollständig im Naturschutzgebiet Norfolk CoastAONB.
Der Weg beginnt am Ende des Icknield Way bei Knettishall Heath in Suffolk, ca. 7 km (4 Meilen) östlich von Thetford in der Nähe der Norfolk-Suffolk-Grenze. Er wird üblicherweise in 8 Tagesetappen unterteilt.
1. Knettishall Heath bis Little Cressingham: Die Etappe ist 24 km lang und führt durch verschiedene Landschaftstypen wie Wald, Flusstäler und Felder, meidet dabei aber große Straßen und Orte, so dass sie recht einsam ist. Auf dieser Etappe gibt es die am besten erhaltenen und erkennbaren Teile des Damms der alten Römerstraße.
2. Little Cressingham bis Castle Acre: Die Etappe ist 19 km lang und unterscheidet sich im Charakter und der Landschaft kaum von der vorherigen. Bei Houghton-on-the-Hill und Castle Acre liegen eine sehenswerte Kirche und eine Klosterruine in unmittelbarer Nähe des Weges.
3. Castle Acre bis Sedgeford: Die 22 km lange Etappe weist nur im ersten Teil unmittelbar nach Castle Acre eine nennenswerte Steigung auf. Der Rest verläuft wieder auf ruhigen aber guten Wegen sehr geradlinig auf der römischen Route. Entlang der Etappe kann man einige bronzezeitliche Hügelgräber finden.
4. Sedgeford bis Holme-next-the-Sea: Mit 14 km Länge ist diese Etappe recht kurz. In ihrem Verlauf wechselt die Landschaft zur Küste der Nordsee.
5. Holme-next-the-Sea bis Burnham Overy Staithe: Die Etappe führt auf 26 km an der Nordseeküste entlang durch unterschiedliche Küstenformen wie Dünen, Strände und Grasland. Ab hier führt der Weg durch die North Norfolk Coast AONB.
6. Burnham Overy Staithe bis Stiffkey: Ein 16 km langer Abschnitt unmittelbar entlang der Küste und auf weiten Teilen direkt am Strand, daher auch nicht bei jedem Wetter einfach zu gehen. Die Salzwiesen hinter Burnham Overy prägen den Charakter dieser Etappe.
7. Stiffkey bis Weybourne: Auch diese 20 km sind wieder geprägt von Salzwiesen und Stränden, die jedoch auf langen Strecken steinig sind. Der Weg passiert Blakeney Point, einen Küstenabschnitt der als einer der besten Orte in England gilt um Seehunde beobachten zu können.
8. Weybourne bis Cromer: Nach einem kurzen Rest auf steinigen Stränden führt die 14 km lange Etappe auf eine Steilküste, wendet sich danach mehr ins Landesinnere und folgt einer alten Bahnlinie und Feldwegen bis zum Ende des Weges am Hafen von Cromer. Die Landschaft hier ist Teil einer der größten Endmoränen in England.

## Sehenswürdigkeiten
Wandmalereien in der Kirche von Houghton-on-the-Hill, das Kloster von Castle Acre, Burnham Thorpe (Geburtsort von Horatio Nelson), Seehundkolonien am Blakeney Point, die Museumseisenbahn North Norfolk Railway mit den dort verwendeten Dampflokomotiven.

## Verbindung mit anderen Wanderwegen
Am Beginn des Weges bei Knettishall Heath besteht ein Knotenpunkt mit dem Icknield Way und dem The Angles Way. Am Wegende bei Cromer gibt es eine Überleitung in den Weavers Way. Die vier Wanderwege Weavers Way, The Angles Way, Peddars Way und Norfolk Coast Path erlauben eine komplette Rundwanderung durch Norfolk.
Der Peddars Way ist einer von insgesamt vier Weitwanderwegen, die von Lyme Regis bis Hunstanton verlaufen und zusammen auch als Greater Ridgeway bezeichnet werden.

## Bildergalerie

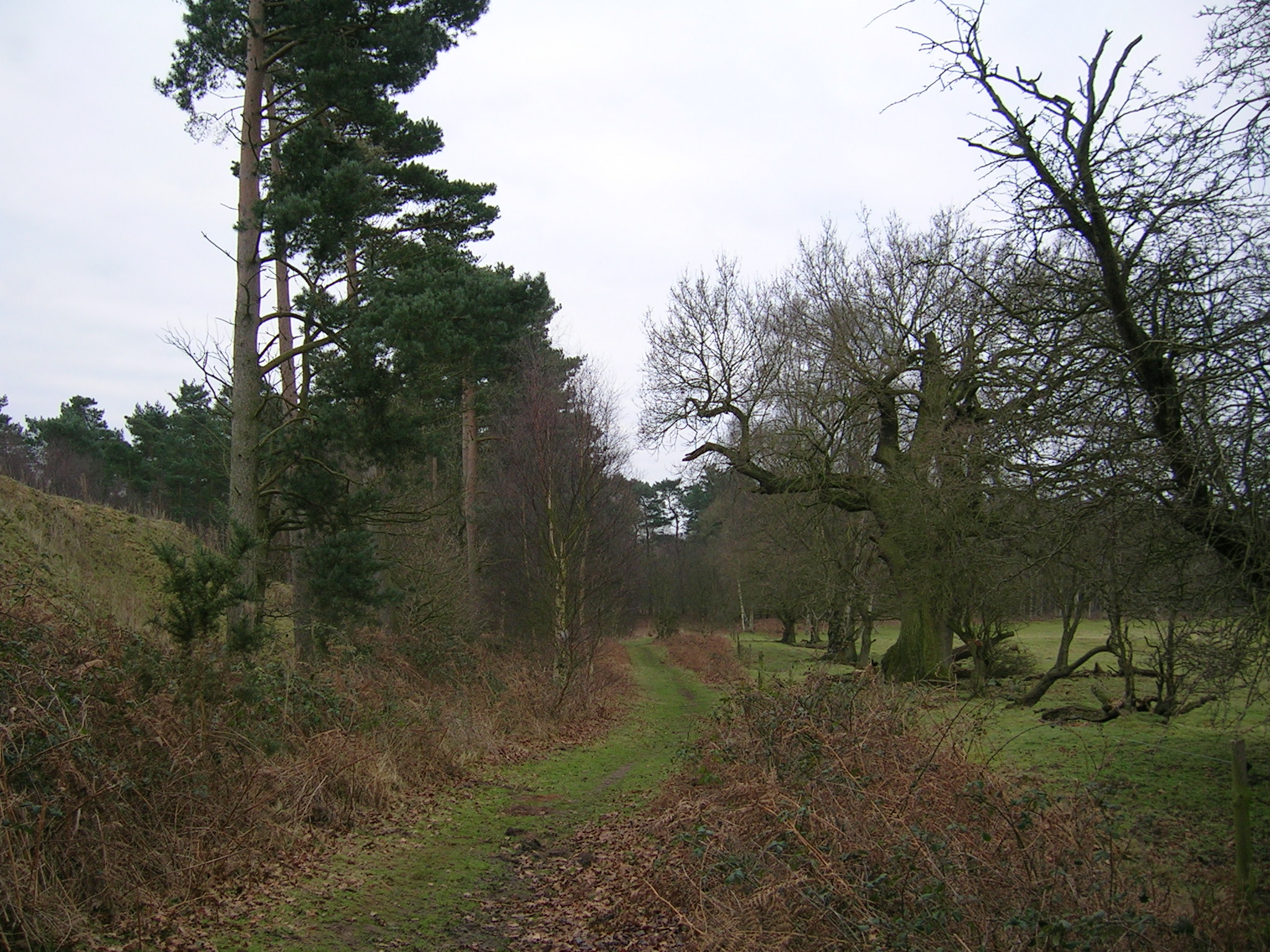
Knettishall Heath
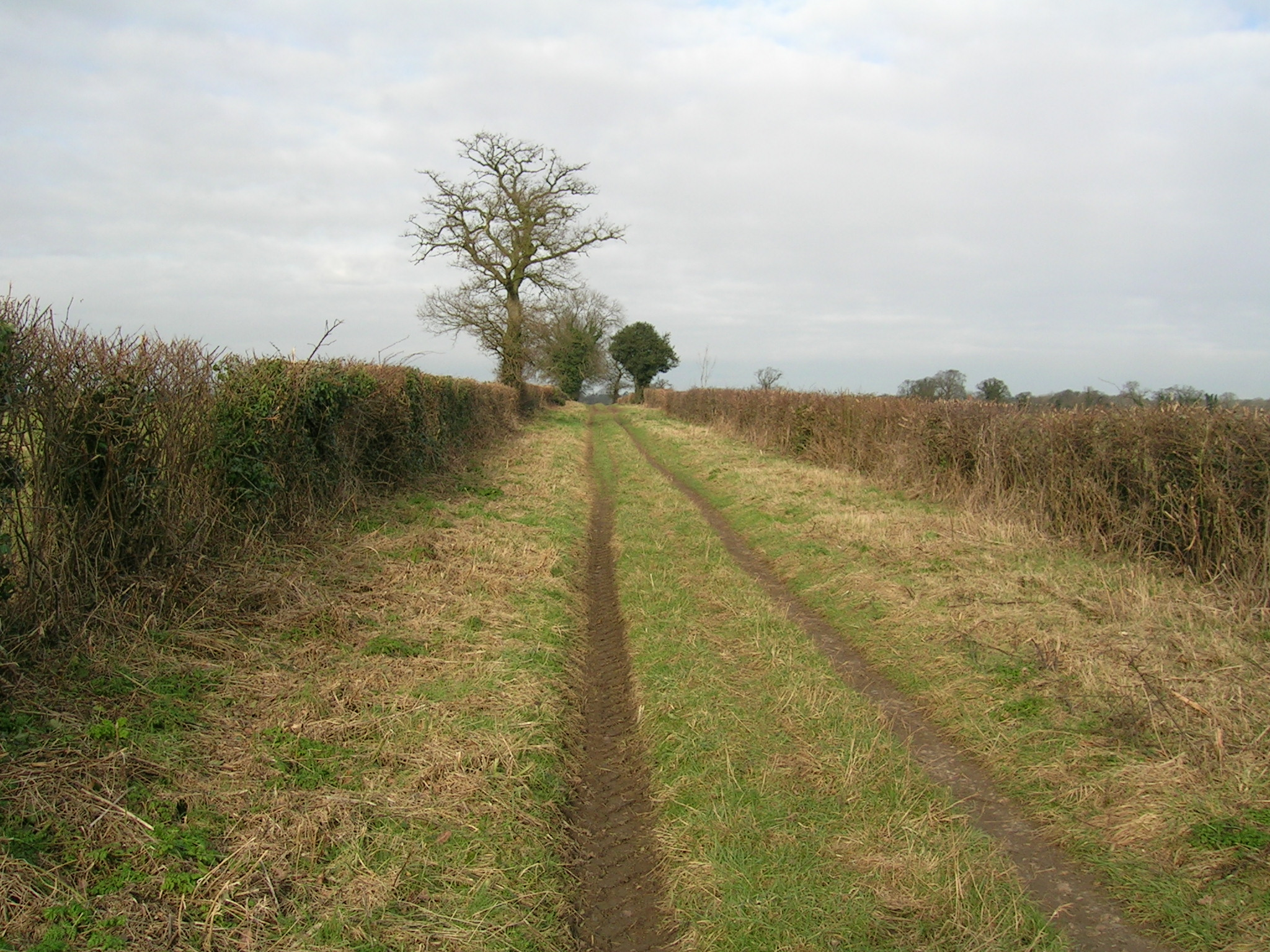
Bei Little Cressingham
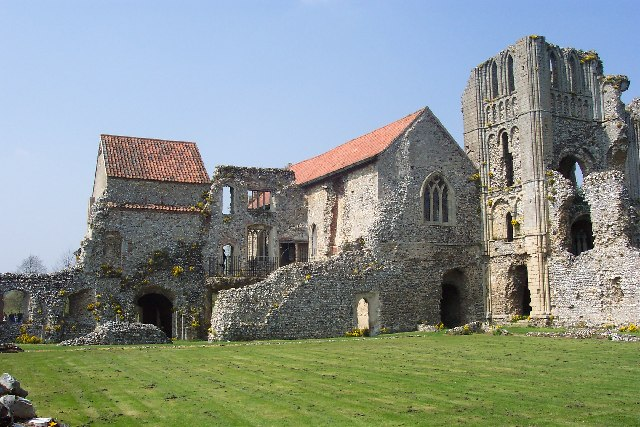
Klosterruine bei Castle Acre
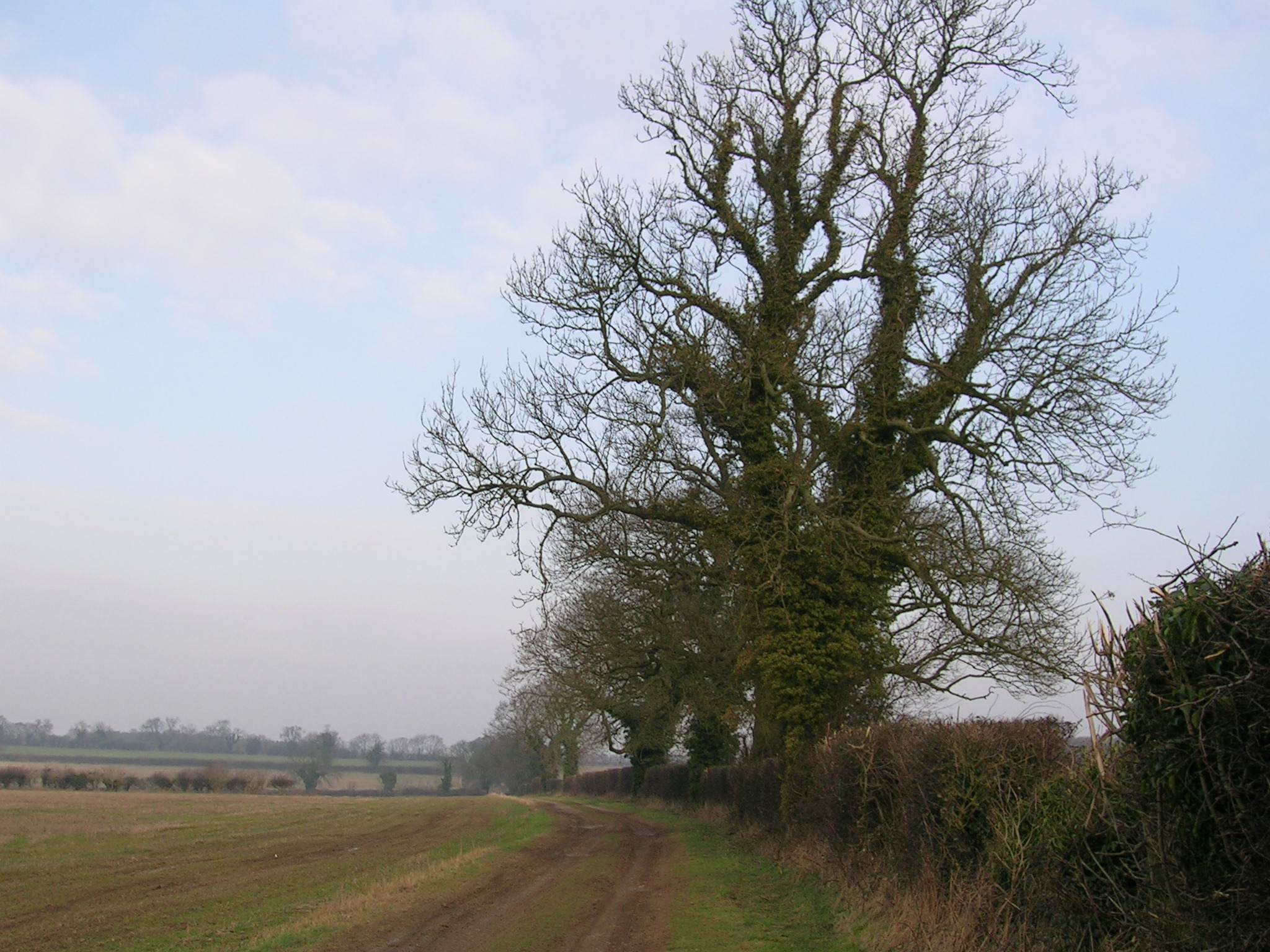
Massingham Heath
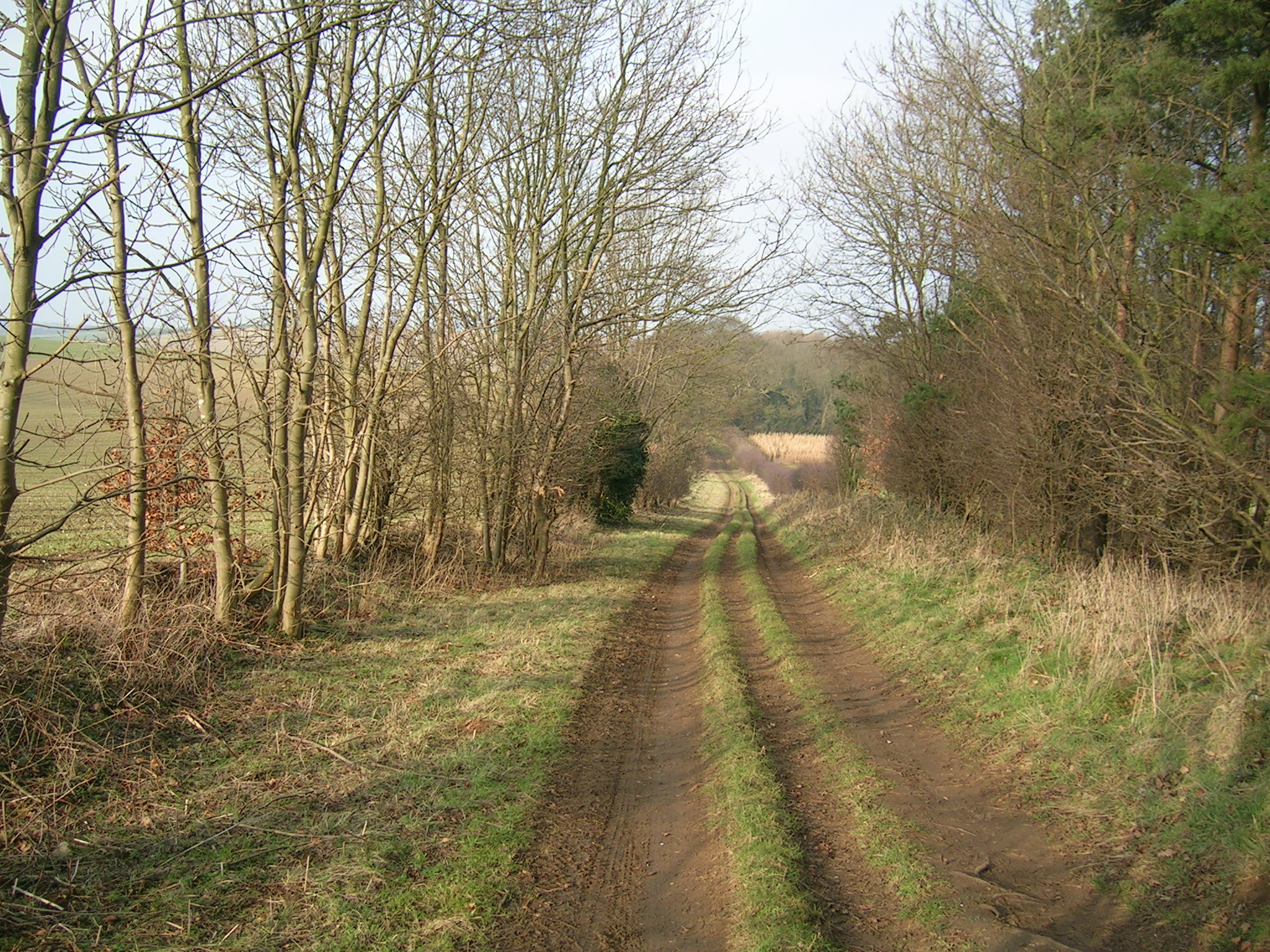
Bei Sedgeford
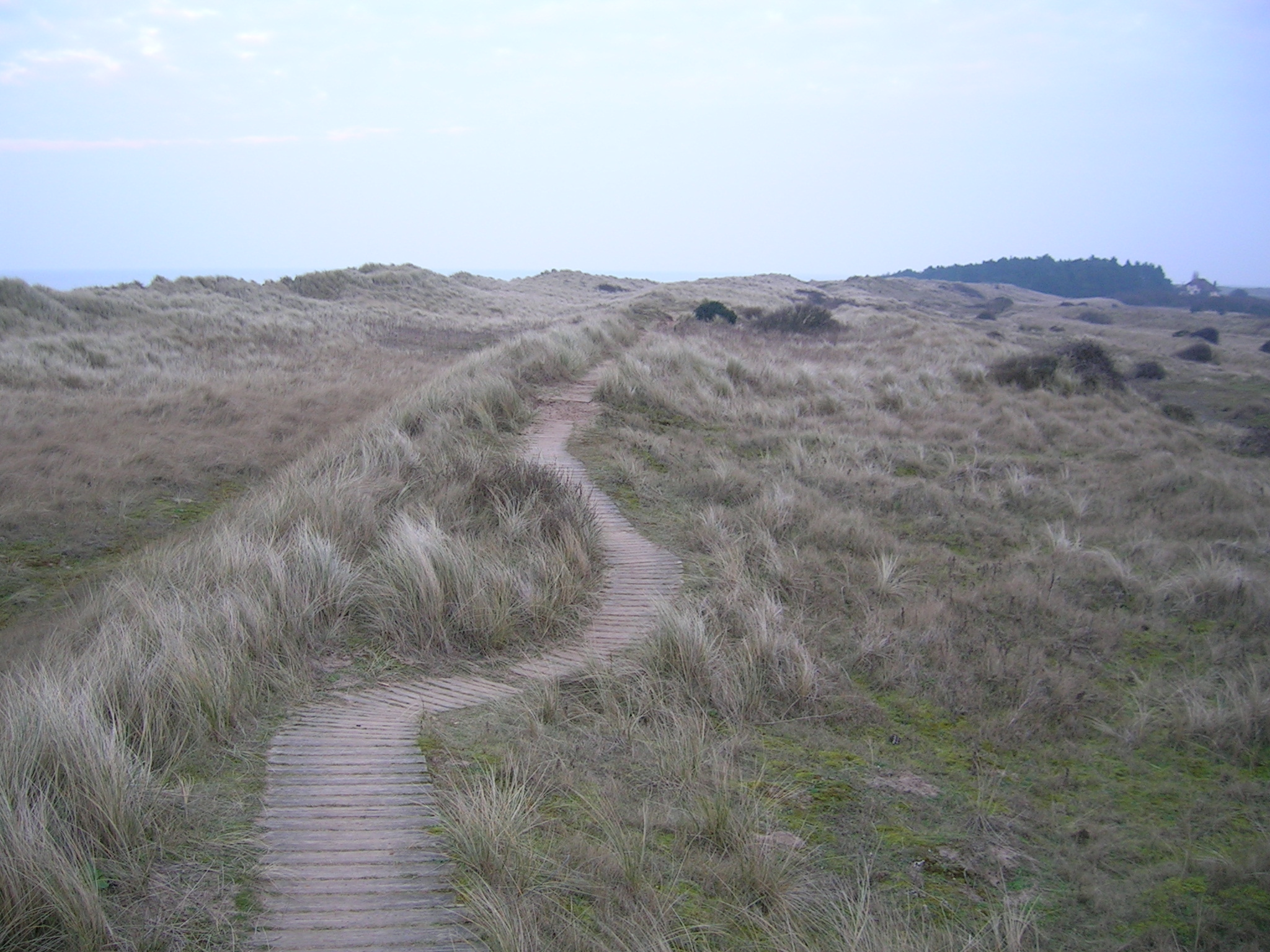
Bei Holme-next-the-Sea
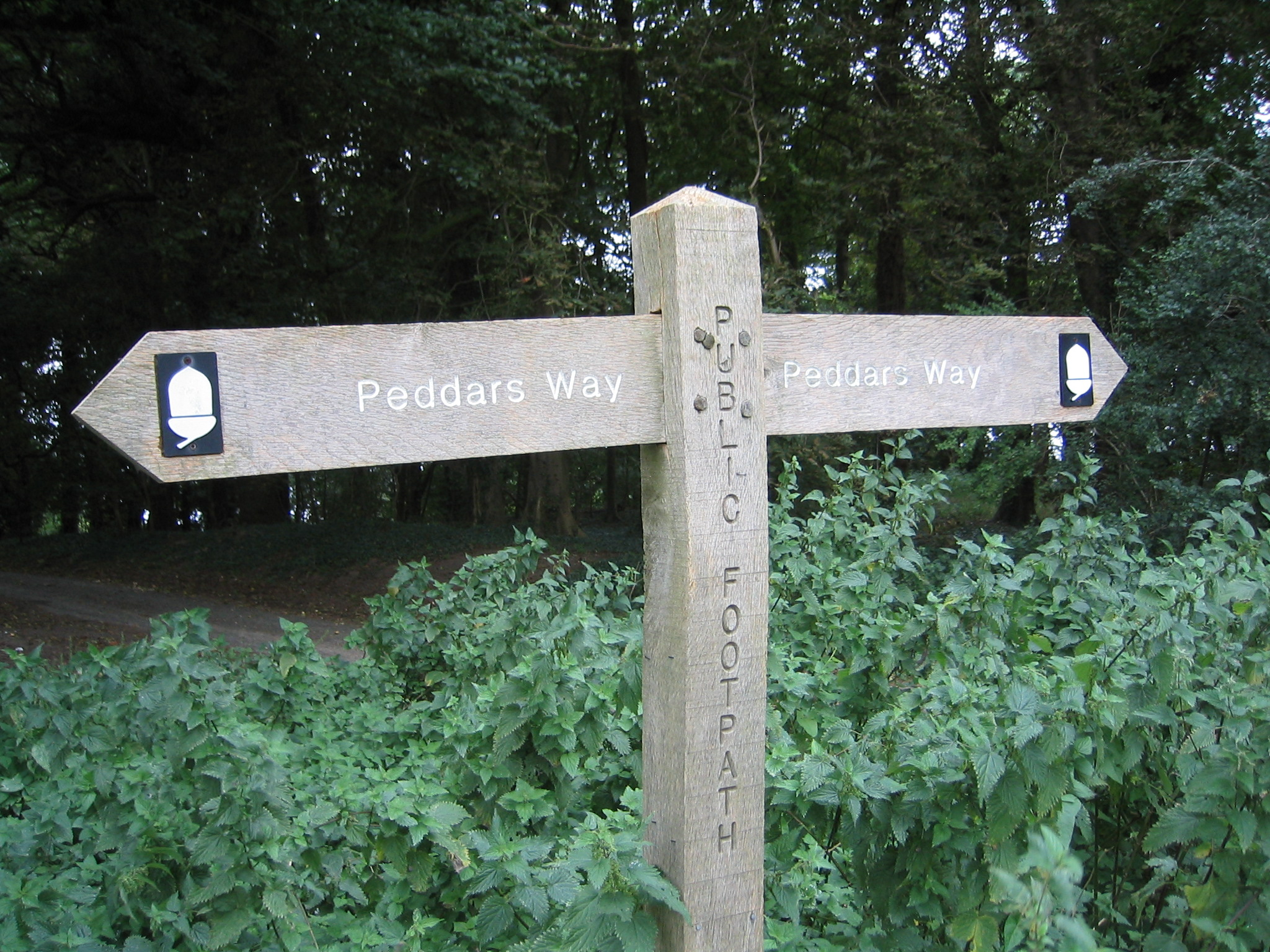
Wegweiser am Peddars Way
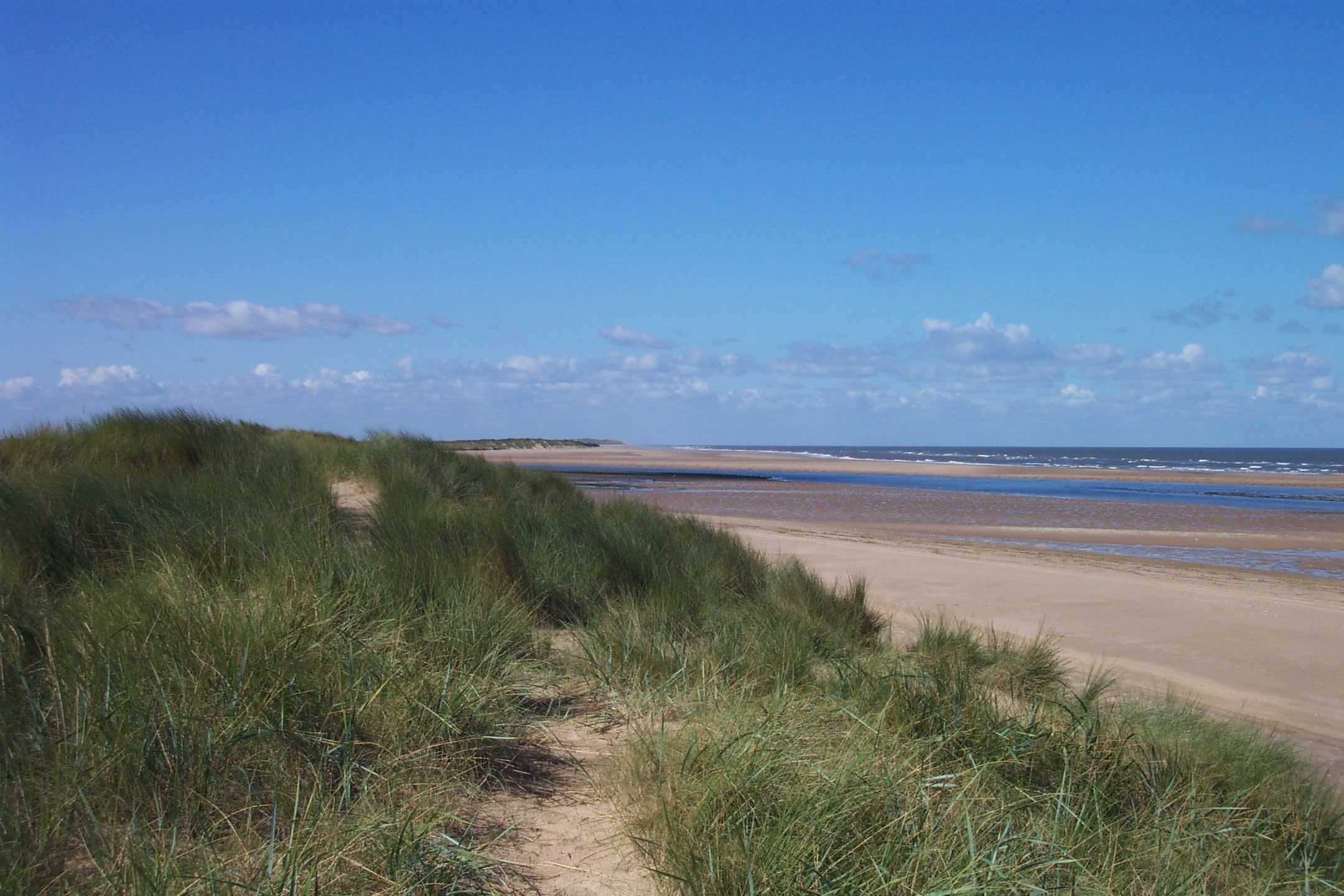
Küste bei Burnham Overy
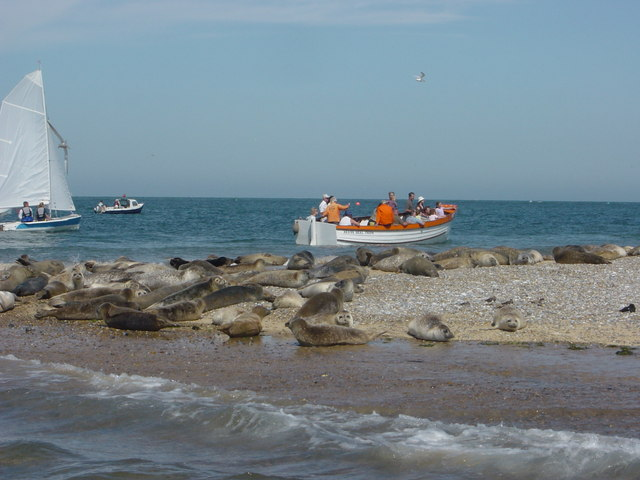
Seehunde bei Blakeney Point
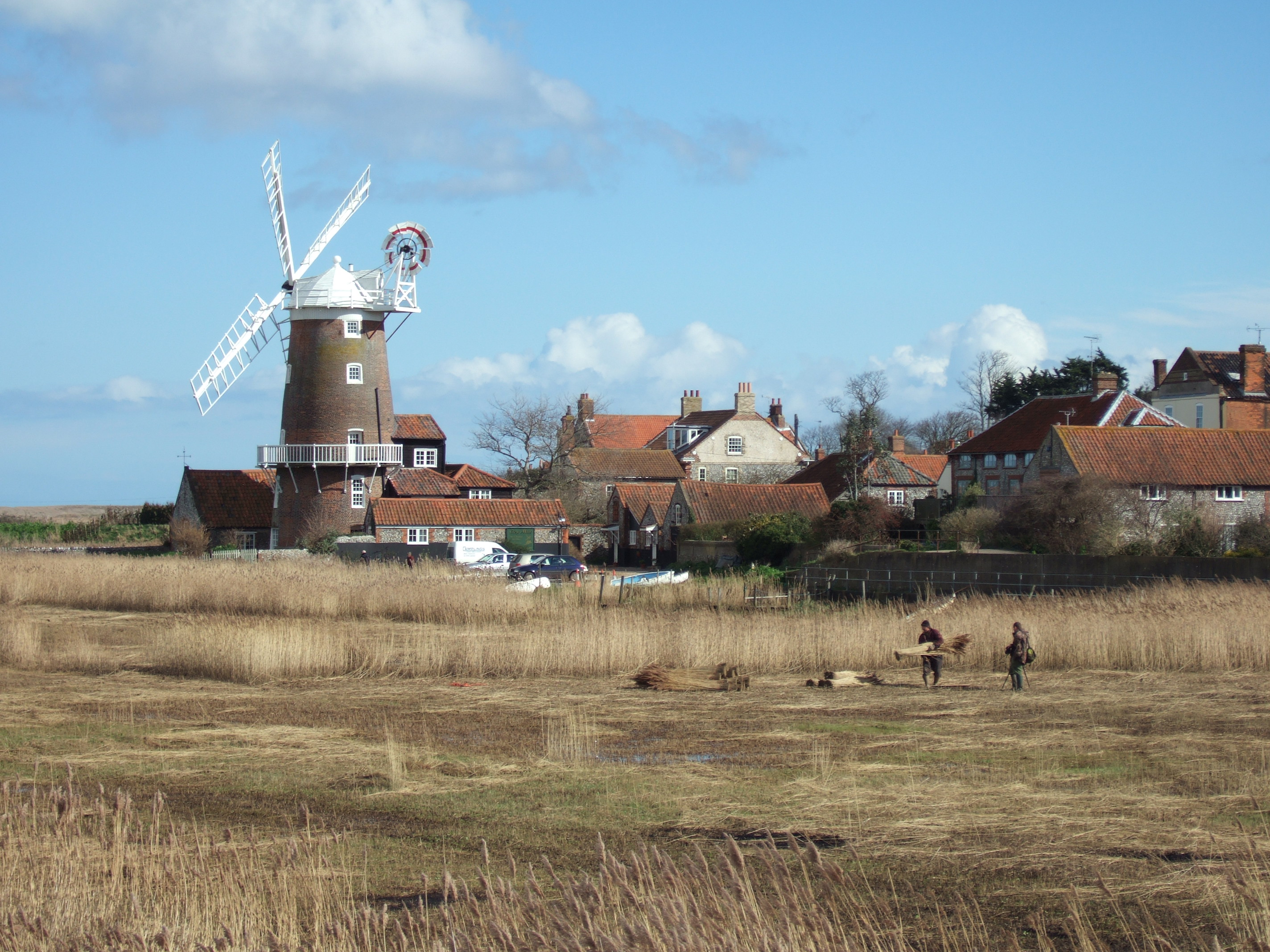
Cley-next-the-sea
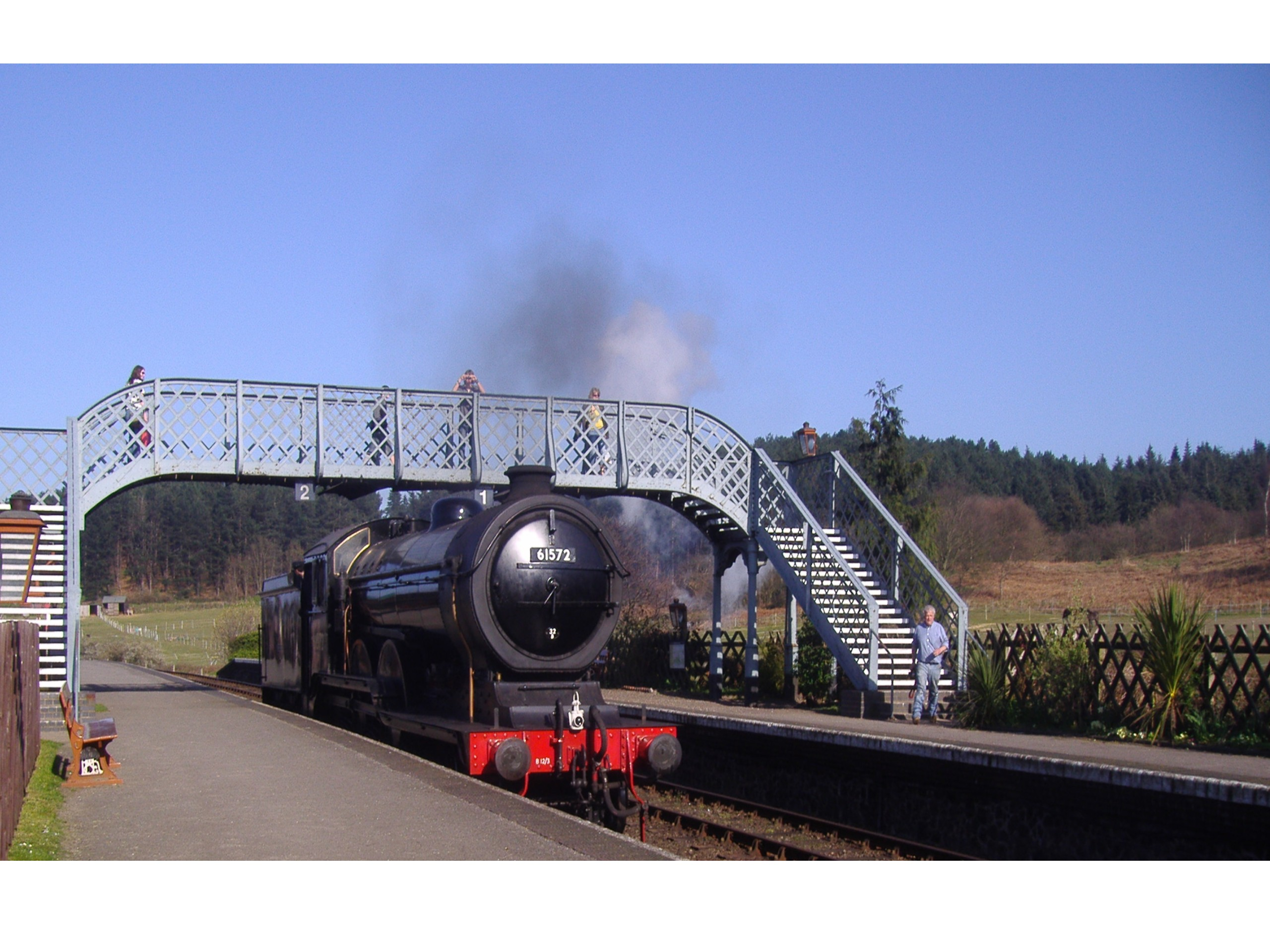
Museumseisenbahn bei Weybourne